# 日本スポーツ協会公認スポーツリーダー
日本スポーツ協会公認スポーツリーダー（にほんスポーツきょうかいこうにんスポーツリーダー）とは、日本スポーツ協会が認定していたスポーツ指導基礎資格である。日本スポーツ協会もしくは日本スポーツ協会加盟団体が講習会を主催していたが、2020年1月末で受講申込受付終了、今後はJSPOコーチングアシスタント資格取得者の育成、及び既存資格からの移行を進めていく。

## 概要
地域におけるスポーツグループやサークルなどのリーダーとして、基礎的なスポーツ指導や運営にあたる者を対象に、日本スポーツ協会が公認する資格である。取得に求められる講習カリキュラムは共通科目Ⅰのみとなっており、資格更新の必要もない。そのため、日本スポーツ協会公認の競技別指導者資格やフィットネス資格取得に向けてのファーストステップとも言える。

## 取得条件
講習会受講の条件は、受講する年の4月1日現在に満18歳以上であることのみである。これを満たした者が、共通科目Ⅰのカリキュラムを受講し、3回にわけて課題を提出する。原則として満点の6割以上を合格とし、認定される。主催講習会によっては、課題の提出ではなく、受講終了後の検定試験によって認定する場合もある。